# Agrochola ochreata
Agrochola ochreata är en fjärilsart som beskrevs av Arnold Spuler 1907. Agrochola ochreata ingår i släktet Agrochola och familjen nattflyn. Inga underarter finns listade i Catalogue of Life.